# ひのまる公園

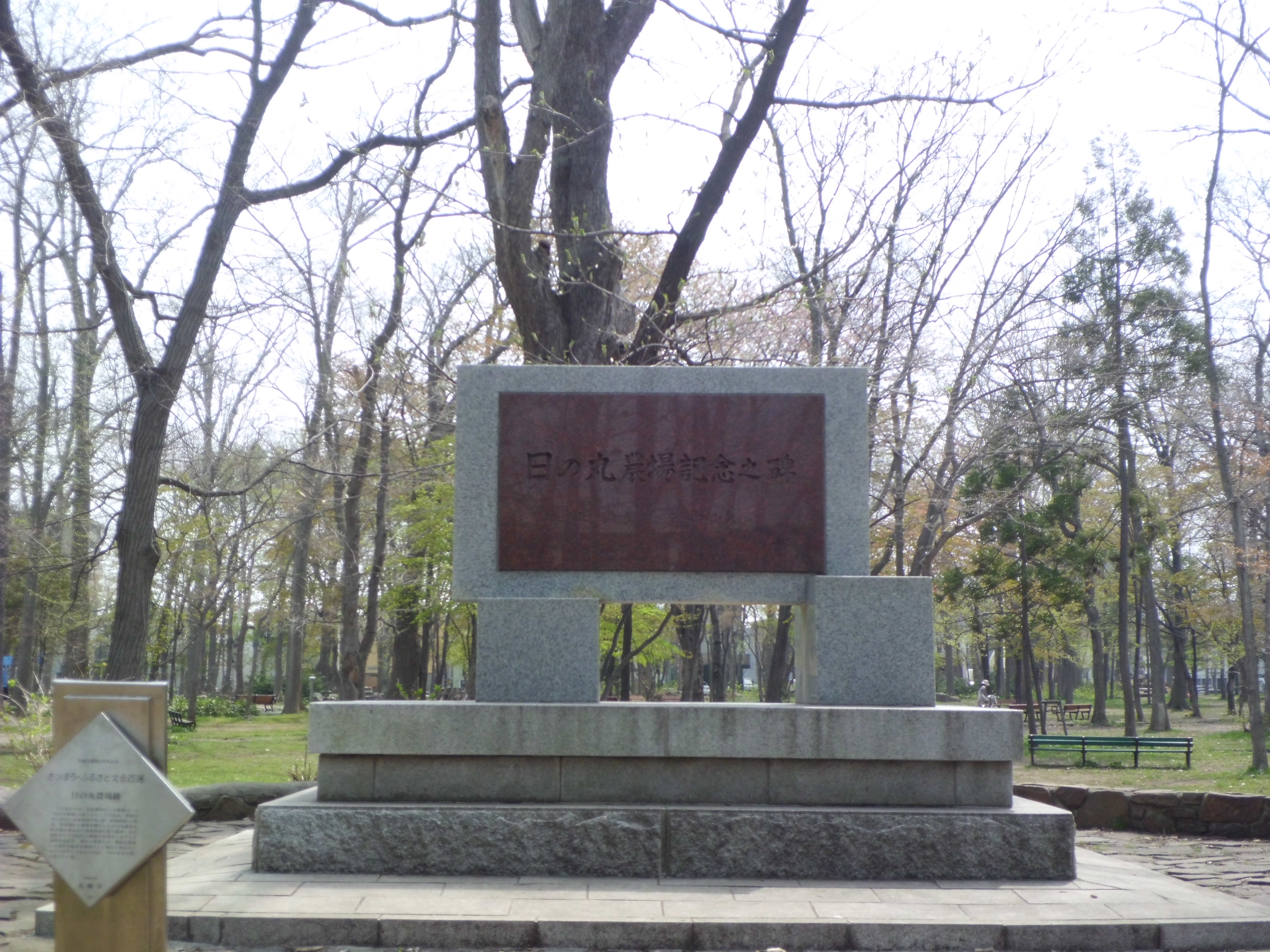
日の丸農場記念之碑

ひのまる公園（ひのまるこうえん）は、北海道札幌市東区北41条東10丁目に所在する公園。北辺には北海道道431号丘珠空港線が東西に走り、道路を挟んで反対側には札幌市立栄小学校と烈々布神社がある。
園内にはヤチダモ、ハルニレ、ミズナラなど、25種以上の樹木が約1400本保存されている。

## 日の丸農場
ひのまる公園は、明治時代に札幌村3大農場のひとつに数えられた日の丸農場の跡地である。低湿地で農地化に適さなかったため、残されていた場所であった。
日の丸農場の所有者は、三重県出身の松本菊次郎だった。1890年（明治23年）に函館の北海道共同商会に入社した松本は、北海道の土地にリン酸が不足しがちであることを知ると、「日の丸産業」を設立して肥料販売業界に進出した。
1908年（明治41年）11月、浅羽靖から土地を購入した松本は、化学肥料や農業機械の試験場を兼ねて、日の丸農場を開設した。農場の一部は小作地とし、アメリカから輸入したトラクターを導入したほか、真駒内種畜場から得た乳牛を飼育するなど、近代的アメリカ農法を取り入れていた。当初の作物はエンバクが中心だったが、1913年（大正2年）からは創成川の水を引いて造田し、米作へと切り替えていった。
日の丸農場の小作料は他と比べて高かったため、小作争議が絶えなかったという。しかし第2次大戦終結後の農地改革により、農地は20年年賦償還で小作人たちに解放されることとなった。1949年（昭和24年）、用水路を共同管理するため「日の丸水田組合」が結成される。
やがて一帯の宅地化が進行すると、水田は消えて用水路は埋め立てられた。役目を終えた組合は、1972年（昭和47年）、後に公園となる地に「日の丸農場記念之碑」を建てた。
日の丸農場跡は、さっぽろ・ふるさと文化百選のNo.060に選定されている。